# Високий Мис
Висо́кий Мис (рос. Высокий Мыс) — селище у складі Сургутського району Ханти-Мансійського автономного округу Тюменської області, Росія. Адміністративний центр Тундринського сільського поселення.
Населення — 408 осіб (2010, 424 у 2002).
Національний склад станом на 2002 рік: росіяни — 86 %.